# Russel-Aurore Bouchard
Pour les articles homonymes, voir Bouchard.
Russel-Aurore Bouchard (née Russel Bouchard le 4 octobre 1948 à Chicoutimi) est une écrivaine et historienne québécoise habitant la région du Saguenay-Lac-Saint-Jean. Elle s'est spécialisée dans l'histoire de cette région et a produit de nombreuses publications sur ce sujet.

## Biographie

### Naissance et formation
Bouchard a été initiée en histoire et en sciences politiques au Cégep de Jonquière, a obtenu son diplôme de bachelier en histoire à l'Université du Québec à Chicoutimi, et sa maîtrise dans la même discipline à l'Université Laval.
De 1975 à 1978, elle a été conservateur du Musée régional du Saguenay[réf. nécessaire]. Et, en 1979 — 1980, elle a travaillé comme conservateur en arts héraldiques ainsi qu'en sigillographie aux Archives nationales du Québec[réf. nécessaire].
En 1980, elle a quitté les Archives nationales du Québec pour se consacrer à l'écriture à plein temps. Son œuvre volumineuse occupe une place importante non seulement dans sa région natale mais également au Québec[réf. nécessaire]. Elle compte quelque soixante-dix livres, des articles d'actualité, des lettres ouvertes, des pamphlets particulièrement engagés et une multitude de chroniques d'histoire. Appréciée pour son franc-parler et sa manière de raconter l'histoire de son coin de pays, elle s'est exprimée à toutes les tribunes, dans la presse parlée et écrite, et a acquis, au fil du temps, une réputation d'historienne méticuleuse[réf. nécessaire], de chercheuse infatigable et de polémiste redoutable. Lors du Déluge du Saguenay, en juillet 1996, elle a dénoncé les lourds impairs environnementaux causés par les propriétaires des grands barrages au Saguenay–Lac-Saint-Jean et le Gouvernement du Québec[réf. nécessaire].
En novembre 2006, elle a été reçue « historien officiel » de l’Union métisse Est-Ouest en récompense pour l'ouvrage La longue marche du Peuple oublié... Ethnogenèse et Spectre culturel du Peuple Métis de la Boréalie. Ses travaux sur le peuple métis de la Boréalie québécoise ont permis de souligner l'influence de ces derniers dans l'histoire de l'autochtonie québécoise[réf. nécessaire]. Sa capacité d'écriture et la qualité de sa plume ont fini par attirer l'attention des membres fondateurs de l'association Voltaire à Ferney qui a vanté ses mérites en disant de lui qu'elle était le « Voltaire Canadien ». Sa chronique titrée « Voltaire enfin heureux sans Québec », a été publiée en 2010 dans la série « Voltaire à Ferney, 250 ans », pour l'année 1760-2010.
En avril 2007, elle effectue sa transition, avant de changer son prénom pour celui de Russel-Aurore Bouchard et affirmer son identité féminine, notamment en prenant fait et cause au sein du Conseil des femmes de la Communauté métisse du Domaine du Roy et de la Seigneurie de Mingan.
Le 25 février 2009, elle lance Une histoire de la navigation sur le Saguenay, le livre d'histoire du Saguenay qui est, selon elle, le plus achevé de sa carrière. Le 13 octobre 2009, elle lance un nouveau livre, Fragments de mémoire, dans lequel l'auteure explique son cheminement de vie, ses songes et le combat qu'elle a dû livrer pour en arriver à vivre pleinement sa vie de femme.
Suivront ses trois tomes de « Chroniques d'histoire du Saguenay–Lac-Saint-Jean » et, surtout, son septième et dernier livre consacré à l'histoire du peuple Métis de la Boréalie québécoise, « Naissance d'une nouvelle humanité au cœur du Québec ».
En février 2011, la Société historique du Saguenay, dans un numéro double de la revue « Saguenayensia », lui rend hommage[réf. nécessaire].
En juin 2014, Russel-Aurore est reçue officiellement membre de l'Ordre du Bleuet. Elle vient alors d'entrer dans sa 65e année, un temps de passage qu'elle souligne en exposant sa production de modélisme historique au Musée régional de la Pulperie de Chicoutimi.

## Réception critique
L'autrice entretient une relation trouble avec le milieu universitaire : « on m’a refusé d’enseigner au cégep et dans les universités, et j’ai dû poursuivre sans avoir l’aide d’institutions». Il en va de même pour la publication de la majeure partie de ses recherches, qui sont autopubliées et ne bénéficient donc pas de la validation scientifique que confère le processus d'évaluation par les pairs mis en place par les maisons d'édition spécialisées dans la publication d'ouvrages savants.
C'est en particulier le cas de ses écrits sur les autochtones, où Bouchard avance la thèse de la disparition des Innus du Saguenay–Lac St-Jean et de la Côte-Nord, qui auraient été décimés, puis se seraient métissés avec les colons d'origine européenne. Cette « thèse disparitionniste » est battue en brèche par l'ensemble de la communauté universitaire,,,.
Les écrits de Bouchard sur les Métis ont été rattachés à l'entreprise visant à faire valoir l'existence des Métis de l'Est au Canada depuis l'arrêt Powley de 2003. Bouchard, qui se dit Métis, a publié entre 2005 et 2008 une série d'études où elle tente de démontrer l'existence d'une communauté Métis au Saguenay. Ces ouvrages ne trouvent pas une réception favorable auprès des spécialistes reconnus. À la suite d'une analyse des sources historiques disponibles, l'anthropologue Claude Gélinas conclut que « les travaux de l'historienne Bouchard constituent la seule véritable trame historique jamais rapportée au sujet des Métis actuels du Saguenay–Lac St-Jean, bien qu'il s'agisse d'une perspective toute personnelle ». L'historien Brian Gettler considère quant à lui que les recherches de Bouchard sont des « pamphlets militants visant à désamorcer le pouvoir politique des Premières Nations ».
Non validée scientifiquement, la thèse de Bouchard sur les Métis a également été rejetée en cour dans le cadre du jugement Corneau (2009-2015). Dans ce contexte, l'historienne saguenéenne a été appelée à témoigner pour appuyer les revendications de chasseurs qui contestaient la démolition de leur camp sur les terres de la Couronne dans le secteur des monts Valin. Ceux-ci disaient être des Métis appartenant à une communauté historiquement établie sur le territoire de la région. En raison d'un « manque supposé d'objectivité », le témoignage de Bouchard a été disqualifié, bien que ses travaux aient été « présentés à titre de pièces documentaires plutôt que d'expertise ». En 2015, le tribunal a rejeté les prétentions des chasseurs, jugeant que l'existence d'une communauté métisse n'est pas fondée historiquement et que leur revendication était guidée par l'opportunisme de bénéficier d'un droit ancestral,.

## Publications

### Sur les armes à feu
- Les armes traditionnelles au Canada (1534-1890), Musée du Saguenay, Imprimerie du Progrès du Saguenay, Chicoutimi, 1975, 121 p.
- Les haches de traite au Domaine-du-Roi, Musée du Saguenay, Imprimerie Commerciale, Chicoutimi, 1976.
- Les armes de traite, Éditions du Boréal Express, Collection Histoire populaire du Québec, Sillery, 1976, 118 p.
- Les fusils de traite en Nouvelle-France (1690-1760), Musée du Saguenay, No 4, Chicoutimi, 1976, 24 p.
- Les armuriers de la Nouvelle-France, Ministère des Affaires culturelles du Québec, Coll. Civilisation du Québec, Série Arts et Métiers, Québec, 1978, 160 p.
- Les fusils du poste de traite Pontchartrain: 1690-1760, Études amérindiennes de l’Université du Québec à Chicoutimi, Imprimerie du Progrès du Saguenay, Chicoutimi, 1978. (Publié également dans Musée du Nord, Musée des Sept-Iles, hiver-printemps 1984).
- Les fusils de Tulle en Nouvelle-France (1691-1741), Imprimerie du Commerce, Chicoutimi, 1982, 109 p. (traduction The Fusil de Tulle in New France (1691-1741), Historical Arms Series no 36, Museum Restauration Service, Bloomfield, Ontario, 1998, 48 p.)
- Les armes à feu en Nouvelle-France, 2e trimestre 1999, Septentrion, Sillery, 180 p.
- Armes à feu au Canada et au Québec - La vérité derrière le faux débat - Des enjeux constitutionnels et politiques à travers lesquels s'affrontent les notions de droits individuels et de droits collectifs, Chicoutimi, 2017, 130 pages.
- La force des armes à feu pendant les guerres franco-iroquoises (1542-1701), Chicoutimi, 2020, 320 pages.

### Histoire du Saguenay—Lac-Saint-Jean
- L’enseignement post-secondaire d’avant 1967 au Saguenay—Lac-Saint-Jean, Collège régional du Saguenay Lac St-Jean, Service de la Planification, novembre 1976, 82 p.
- Guide historique du Canton Tremblay, Municipalité du Canton-Tremblay, Imprimerie du Commerce enr., Chicoutimi, 1980, 24 p.
- Histoire de Chicoutimi-Nord / Le Canton Tremblay et le Village de Sainte-Anne (1848-1954), Imprimerie Gagné, Louiseville, 1985, vol. 1er, 230 p.
- Histoire de Chicoutimi-Nord / La Municipalité de Chicoutimi-Nord et la fusion municipale (1954-1975), Imprimerie Gagné, Louiseville, 1986, vol. 2, 222 p.
- L’Anse-Saint-Jean: 150 ans d’histoire, Société historique du Saguenay, Cahiers de Saguenayensia, Histoire des Municipalités (no 1), Imprimerie Gagné, Louiseville, 1986, 44 p.
- Val-Jalbert: un village usine au royaume de la pulpe, Société historique du Saguenay, Cahiers de Saguenayensia, Histoire des Municipalités (no 2), Imprimerie Gagné, Louiseville, 1986, 44 p.
- Métabetchouan: du poste de traite à la ville, Société historique du Saguenay, Cahiers de Saguenayensia, Histoire des Municipalités (no 3), Imprimerie Gagné, Louiseville, 1986, 80 p.
- Le Pays du Lac-Saint-Jean / Esquisse historique de la colonisation, Imprimerie Gagné, Louiseville, 1988, 242 p.
- Le Saguenay des fourrures (1534-1859) / Histoire d’un monopole, Imprimerie Gagné, Louiseville, 1989, 269 p.
- Aux sources de l’histoire sagamienne / Mon ami l’abbé Jean-Paul, Imprimerie Gagné, Louiseville, 1989, 108 p.
- Chicoutimi: la formation de la métropole régionale, (en collaboration avec Normand Perron), Société historique du Saguenay, Cahiers de Saguenayensia, Histoire des Municipalités (no 4), Imprimerie Gagné, Louiseville, 1988, 44 p.
- Ville de La Baie: une fenêtre sur le monde depuis 150 ans, (collaborateur, Jean Martin), Société historique du Saguenay, Cahiers de Saguenayensia, Histoire des Municipalités (no 6), Imprimerie Gagné, Louiseville, 1988, 68 p.
- La Doré: aux confins de l’arrière-pays, Société historique du Saguenay, Cahiers de Saguenayensia, Histoire des Municipalités (no 7), Imprimerie Gagné, Louiseville, 1989, 48 p.
- Les Caisses populaires Desjardins au Saguenay–Lac-Saint-Jeans: 77 ans de coopération (1911-1988), Fédération des Caisses populaires Desjardins du Saguenay–Lac-Saint-Jean, Imprimerie Polyform, Alma, 1989, 147 p.
- Saint-Félicien: fleuron de l’industrie touristique régionale, Société historique du Saguenay, Cahiers de Saguenayensia, Histoire des Municipalités (no 9), Imprimerie Gagné, Louiseville, 1990, 44 p.
- Saint-André-du-Lac-Saint-Jean: sur la route des pionniers, Société historique du Saguenay, Cahiers de Saguenayensia, Histoire des Municipalités (no 10), Imprimerie Gagné, Louiseville, 1991, 32 p.
- Villages fantômes, localités disparues ou méconnues du Bas-Saguenay, Société historique du Saguenay, Cahiers de Saguenayensia, Histoire des Municipalités (no 11), Imprimerie Gagné, Louiseville, 1991, 113 p.
- Villages fantômes, localités disparues ou méconnues du Haut-Saguenay, Société historique du Saguenay, Cahiers de Saguenayensia, Histoire des Municipalités (no 12), Imprimerie Gagné, Louiseville, 1991, 140 p.
- Histoire de Chicoutimi / La fondation (1842-1893), Imprimerie Gagné, Louiseville, 1992, 241 p.
- Chicoutimi / Guide d’excursion et d’interprétation du patrimoine, Ville de Chicoutimi et ministère des Affaires culturelles, Imprimerie Commerciale, Chicoutimi, 1992, 66 p.
- Mémoires d’un Tireur-de-Roches / Essai généalogique et autobiographique, Ateliers graphiques Marc Veilleux, Cap-Saint-Ignace, 1993, 348 p.
- La vie quotidienne à Chicoutimi au temps des fondateurs / Extraits des mémoires de la famille Petit (1873-1882), Ateliers graphiques Marc Veilleux, Cap-Saint-Ignace, 1994, 596 p.
- Le dernier des Montagnais / Vie et mort de la nation Ilnu, Ateliers graphiques Marc Veilleux, Cap-Saint-Ignace, 1995, 211 p.
- La vie quotidienne à Chicoutimi au temps des fondateurs / Extraits des mémoires de la famille Petit (1895-1897), AGMV Marquis, Cap-Saint-Ignace, 2016, 606 p.
- Larouche: un îlot de peuplement sur le parcours du chemin de fer, Histoire des Municipalités (no 13), Imprimerie Improthec, Jonquière, 1995, 88 p.
- Ville de La Baie: berceau historique du Saguenay—Lac-Saint-Jean, (collaboration, Jean Martin et Raoul Lapointe), Histoire des Municipalités (no 14), Ateliers graphiques Marc Veilleux, Cap-Saint-Ignace, 1996, 88 p.
- La vie quotidienne à Chicoutimi au temps des fondateurs / Extraits des mémoires de la famille Petit (1883-1887), Ateliers graphiques Marc Veilleux, Cap-Saint-Ignace, 1996, 596 p.
- La vie quotidienne à Chicoutimi au temps des fondateurs / Extraits des mémoires de la famille Petit (1888-1891), Ateliers graphiques Marc Veilleux, Cap-Saint-Ignace, 1996, 596 p.
- Histoire de Jonquière: cœur industriel du Saguenay–Lac-Saint-Jean / Des origines à 1997, Fête du 150e de Jonquière, Ateliers graphiques Marc Veilleux, Cap-Saint-Ignace, 1997, 544 p.
- L’Anse-Saint-Jean : au cœur du fjord, un royaume à découvrir, Histoire des Municipalités (no 15), Ateliers graphiques Marc Veilleux, Cap-Saint-Ignace, 1998, 68 p.
- Saint-David-de-Falardeau: de l’eau, de la terre et des hommes, (en collaboration avec Rosaire Dufour), Histoire des Municipalités (no 16), Ateliers graphiques Marc Veilleux, Cap-Saint-Ignace, 1998, 52 p.
- Quatre années dans la vie du poste de traite de Chicoutimi \ Journal de Neil McLaren (1800-1804), automne 2000, AGMV Marquis, Cap-Saint-Ignace.
- La vie quotidienne à Chicoutimi au temps des fondateurs / Extraits des mémoires de la famille Petit (1892-1894), Ateliers graphiques Marc Veilleux, Cap-Saint-Ignace, 2002, 594 p.
- La vie quotidienne à Chicoutimi au temps des fondateurs / Extraits des mémoires de la famille Petit (1895-1897), Ateliers graphiques Marc Veilleux, Cap-Saint-Ignace, 2016, 606 p.
- L’exploration du Saguenay par J.-L. Normandin en 1732, Éditions du Septentrion, Imprimerie AGMV Marquis, 2002, 300 p.
- Annales de l'industrie forestière au Saguenay–Lac-Saint-Jean (1945-2000) / Une histoire populaire des Canadiens français de la Boréalie, AGMV Marquis, quatrième trimestre 2004, 518 p.
- Une histoire de la navigation sur le Saguenay, février 2009, 420 p.
- Chroniques d’histoire Du Saguenay–Lac-Saint-Jean / Du mythe à la réalité, Chicoutimi, 2011, 264 p.
- Chroniques d’histoire Du Saguenay–Lac-Saint-Jean / Du rêve à la réalité, Chicoutimi, 2012, 410 p.
- Chroniques d’histoire Du Saguenay–Lac-Saint-Jean / Devoir de mémoire, Chicoutimi, 2015, 448 p.
- Héros de mon enfance et secrets d'histoire, Chicoutimi, 2019, 390 p.

### Autres
- L’été du « Déluge »: Journal intime d’un insoumis / Les 90 jours... de mensonges qui ébranlèrent le Saguenay, AGMV Marquis, Cap-Saint-Ignace, 1998, 234 p.
- Lettres du Saguenay / Pour sauver l’honneur et la conscience de cette région qu’on assassine (1898-1989), AGMV Marquis, Cap-Saint-Ignace, 1998, 462 p.
- Le Pays trahi, collectif publié à l’été 2001, avec la participation de Charles Côté, Charles-Julien Gauvin, Richard Harvey, Daniel Larouche, Mario Tremblay, AGMV Marquis, Cap-Saint-Ignace, été 2001.
- Du racisme et de l’inégalité des chances au Québec et dans le Canada/ suivi de Lettres éparses adressées à mes accusateurs et à quelques témoins, Chicoutimi, 2001, (édition limitée).
- L’Approche commune / Du titre aborigène, des droits ancestraux et des droits territoriaux de la nation ilnut, AGMV Marquis, Cap-Saint-Ignace, 2002, 64 p.
- Le Saguenay–Lac-Saint-Jean (et la Côte-Nord) Notre Terre à Nous Aussi / Manifeste pour une Approche - vraiment - commune, AGMV Marquis, Cap-Saint-Ignace, 2003, 92 p.
- La fin de l’Histoire par un témoin oculaire !!!, AGMV Marquis, Cap-Saint-Ignace, 2003, 125 p.
- Pour le plaisir de dire, d'écrire et dédire, AGMV Marquis, Cap-Saint-Ignace, troisième trimestre 2003, 170 p.
- Annales de l'industrie forestière au Saguenay–Lac-Saint-Jean, AGMV Marquis, 2004, 515 p.
- La communauté métisse de Chicoutimi : fondements historiques et culturels, Chicoutimi, 2005, 154 p.
- Le Peuple métis de la Boréalie : un épiphénomène de civilisation, Chicoutimi, 2006, 173p.
- La longue marche du Peuple oublié / Ethnogenèse et spectre culturel du Peuple Métis de la Boréalie, Chicoutimi, 2006, 210 p.
- Quand l'Ours métis sort de sa ouache, Chicoutimi, 2007, 102 p.
- Le Peuple métis de la Boréalie : Évocation des textes fondateurs, Cornac, Montréal, 2008, 110 p.
- Dans les langes métis des Terres-Rompues : le cas de l'alliance d'affaires Gagnon-Kessy-Murdock, Chicoutimi, 2008, 160 p.
- Jean-Daniel Dumas, héros méconnu de la Nouvelle-France, Michel Brûlé, Montréal, 2008, 300 p.
- La pêche au Saguenay / Histoire, culture et tradition, 150 pages environ.
- Fragments de mémoire, 202 pages.
- Naissance d'une nouvelle humanité au cœur du Québec / Étude sur les origines de 26 familles souches du Peuple Métis de la Boréalie, Chicoutimi, 2013, 460 pages.
- Modélisme, Histoire, Écriture, mes passions, La Pulperie de Chicoutimi Musée régional, Chicoutimi, 2014, 76 pages.
- OTIPEMISIWAK - Ils ont inventé l'Amérique – Réflexion sur les Métis de la Boréalie Québécoise, Chicoutimi, 2016, 120 pages.
- LA PISTE DES LARMES - Un Canadien français témoin du génocide des Indiens des Grandes PLaines - Journal du soldat Eugène Roy (1857-1860), Chicoutimi, 2017, 532 pages.